# Caverna – Die Höhlenbauern
Caverna – Die Höhlenbauern ist ein Aufbauspiel von Uwe Rosenberg für 1–7 Spieler. Es ähnelt vom Spielziel und Spielprinzip stark seinem Vorgänger Agricola. Mittels Ackerbau und Viehzucht muss dort bei beiden Spielen eine stetig wachsende Familie versorgt werden. Große und kleine Anschaffungen wie beispielsweise eine Kochstelle sowie Weiterbildung der Arbeiter ermöglichen eine effizientere Bewirtschaftung.

## Spielidee
Caverna ist das Nachfolgespiel von Agricola, weshalb die Inspirationsquellen die gleichen bleiben: Inspiriert wurde Agricola laut Rosenberg von Caylus, einem Spiel, das im Herbst 2005 erschienen ist. Als zweite Inspirationsquelle diente Rosenberg ein eigener, thematisch noch nicht festgelegter Spieleentwurf aus dem gleichen Jahr, der 2009 unter dem Titel Vor den Toren von Loyang erschien.
Man spielt des Weiteren Zwerge, die zurückgezogen in ihren Höhlen nach Erz- und Rubinvorkommen graben und sich Höhlenräume einrichten. Das Erz wird dabei für Waffen benötigt, mit denen man Streifzüge besteht und Belohnungen erhält, die Rubine geben Flexibilität in Entscheidungen, weil man sie jederzeit gegen andere Waren und Landschaftsplättchen tauschen kann. Man sichert sich außerhalb der Höhlen seine Versorgung, indem man den Wald rodet und Ackerbau und Viehzucht betreibt.

## Spielmaterial
Das Spiel enthält 
- 412 Bausteine aus Holz- und Acrylmaterial (darunter 20 hellbraune Hunde, 35 weiße Schafe, 30 graue Esel, 30 schwarze Wildschweine, 30 braune Rinder, 45 braune Baustoffe „Holz“, 25 graue Baustoffe „Stein“, 45 schwarze Baustoffe „Erz“, 20 rote Baustoffe „Rubin“, 40 gelbe Warensteine „Getreide“, 35 orangefarbene Warensteine „Gemüse“, ein gelber Startspielerstein, 7x3 Ställe in unterschiedlichen Spielerfarben und 7x5 Zwergscheiben in unterschiedlichen Spielerfarben)
- 16 Spielpläne (darunter 7 große Heimpläne, ein kleiner Basis-Spielplan, ein großer Spielplan, ein beidseitig bedruckter Basis-Spielplan, ein großer Erweiterungsspielplan, ein kleiner Erweiterungsspielplan und 4 längliche Ablagepläne)
- auf Stanzbögen 215 Spielmarken (darunter 20 Marken „1 Gold“, 24 Marken „2 Gold“, 5 Marken „10 Gold“, eine Marke „Nachkömmling“, 88 Marken „1 Nährwert“, 7 runde Erntemarken, 52 Marken „Kampfstärke“, 8 Multiplikationsmarken „4x“, 8 Vielfachmarken und 2 Multiplikationsmarken „8 Tiere“)
- 208 Einrichtungs- und Landschaftsplättchen (darunter 17 Einrichtungsplättchen „Wohnhöhle“, 47 unterschiedliche weiter Einrichtungsplättchen, 8 Einzelplättchen Stolle, 16 Einzelplättchen Rubinmine, 16 Einzelplättchen Wiese, 24 Doppelplättchen Erzmine/Tiefer Stollen, 40 Doppelplättchen Höhlenraum/Stolle und 40 Doppelplättchen Wiese/Acker)
- 20 Spielkarten
- und weiterhin ein Schreibblock und 24-seitige Spielregeln mit 8-seitigem Anhang.

## Spielprinzip
Jede der insgesamt zwölf Spielrunden besteht aus fünf Abschnitten, die nacheinander von jedem Spieler durchlaufen werden. Beim Spiel mit nur zwei Spielern werden nur elf Spielrunden gespielt.

### Neues Aktionsfeld aufdecken
Jede Runde beginnt damit ein neues Aktionsfeld aufzudecken. Dies bedeutet die zuvor verdeckt auf den Spielplan gelegten Karten aufzudecken. Mit dem neuen Aktionsfeld ergibt sich dann für jeden Spieler eine zusätzliche Aktionsmöglichkeit, während der Arbeitszeit.

### Auffüllen der Anhäufungsfelder
Einige der Karten auf den Aktionsfeldern beinhalten sogenannte Anhäufungsfelder. Diese werden dargestellt, durch ein Bild eines oder mehrerer Materialien mit einem Pfeil zur rechten oberen Kartenmitte. Man häuft pro Runde immer genau so viel Materialien auf die Karte, wie dargestellt. Liegen dort noch Waren von der letzten Runde, werden die neuen Materialien einfach dazugelegt. Das Spielmaterial dazu wird aus dem allgemeinen Vorrat entnommen. Eine Obergrenze für angehäufte Waren existiert dabei nicht.

### Arbeitszeit
Nun beginnt der Hauptteil des Spiels. Man legt dabei reihum je einen seiner Zwerge (am Anfang stehen zwei zur Verfügung) auf eine der Aktionsfelder auf dem Spielplan und führt die darauf beschriebene Aktion sofort aus. Auf jedem Aktionsfeld darf dabei pro Runde nur ein Zwerg eingesetzt werden.

### Heimkehrzeit
Nachdem alle Phase drei durchlaufen haben, nimmt jeder Spieler seine Zwerge in seinen Wohnraum zurück.

### Erntezeit
Die meisten Runde enden mit einer Erntezeit. Dies bedeutet auf dem eigenen Spielplan angebautes Gemüse und Getreide zu ernten, seine Familie mittels Nährwerten (welche man über Aktionsfelder erwirbt) zu ernähren und die Tiere zu vermehren.
Nach der 12. Spielrunde werden die Punkte ermittelt und der Spieler mit den meisten Punkten gewinnt. Punkte erhält man im Allgemeinen für Höhleneinrichtungen, übrig gebliebene Ressourcen, die Anzahl der Zwerge auf dem Spielplan, Weiden und Tiere.